# Міхаель Вольфґрамм
Міхаель Вольфґрамм (нім. Michael Wolfgramm, 8 березня 1953) — німецький академічний веслувальник.
Олімпійський чемпіон 1976 року в складі парної четвірки.